# Del 63
Del 63 é o primeiro disco do roqueiro argentino Fito Páez. Foi lançado em 1984, com o selo EMI, e teve uma vendagem de 240.000 cópias. O álbum foi bem recebido pela crítica especializada na Argentina, que lhe deram vários prêmios. Fito Páez apresentou o álbum em sua cidade natal, Rosário, e depois em Buenos Aires.
O título do álbum é uma referência ao ano de nascimento do Fito.

## O Álbum
Estilisticamente, o álbum se aventura em diferentes gêneros musicais: bossa nova, folclore, rumba e rock. Os arranjos musicais são bastante novos, mas a produção musical pode ser classificada como incipiente. A banda que o acompanha ainda não alcança o desenvolvimento de idéias, maturidade e virtuosidade que possam ser apreciados posteriormente.
A referência aos problemas do mundo e sua necessidade de se transcender como artista, cruza grande parte das músicas deste álbum. O nível de processamento de letras que abordam temas políticos como «Cuervos en casa» (uma crítica corrosiva ao regime militar da época) e outros que serão uma constante em sua obra: sentir-se cidadão do mundo, o sentido de movimento das coisas a busca de válvulas de escape que lhe permitam lutar contra o confinamento; e a liberdade como aliada no processo criativo.
Na canção «Rumba del Piano» Fito dedica uma espécie de "ode" ao piano, produzindo uma simbiose de emoções que têm grande beleza estética. Além disso, ele dá ao piano a estranha habilidade de se apaixonar. Esta carta lembra a música «De cartón piedra» de Joan Manuel Serrat, onde um homem se apaixona por um manequim logo após de roubá-lo de uma loja e instalá-lo em sua casa, mantendo um idílio com esse manequim.

## Faixas
- Todas as canções foram escritas por Fito Páez, exceto onde indicado

| N.º            | Título                    | Compositor(es)  | Duração |  |
| 1.             | "Del 63"                  |                 | 4:32    |  |
| 2.             | "Tres Agujas"             |                 | 4:26    |  |
| 3.             | "Viejo Mundo"             |                 | 4:32    |  |
| 4.             | "La Rumba del Piano"      |                 | 4:30    |  |
| 5.             | "Cuervos en Casa"         |                 | 2:55    |  |
| 6.             | "Sable Chino"             |                 | 2:51    |  |
| 7.             | "Rojo Como Un Corazón"    | Fabián Gallardo | 3:50    |  |
| 8.             | "Canción Sobre Canción"   |                 | 3:49    |  |
| 9.             | "Un Rosarino en Budapest" |                 | 4:30    |  |
| Duração total: | Duração total:            | Duração total:  | 35:35   |  |

## Músicos
- Fito Páez – Teclados, Voz
- Fabián Gallardo – Guitarras, Voz, Teclados
- César Franov – Baixo, Teclados
- Tuerto Wirzt – Bateria

### Músicos Convidados
- Fabiana Cantilo: coros
- Oscar Feldman: Saxofone em "Sable chino"
- Daniel Melingo: Saxofone em "Cuervos en casa"
- Carlos García López: Guitarra em "Del 63"
- Rubén Goldín: Coro em "Canción sobre Canción" e "Viejo mundo"